# Portrait de Elena Pawlowski
Portrait de Elena Pawlowski est une peinture à l'huile sur toile de 64,8 × 48,9 cm réalisée en 1917 par le peintre italien Amedeo Modigliani. 
Elle fait partie de la collection Philips à Washington, qui l'achète en 1949. Elle n'est pas exposée actuellement. 